# ماريو كوريا
ماريو كوريا مواليد 17 مارس 1978 في برايا، هو لاعب كرة سلة من جمهورية الرأس الأخضر. يبلغ طوله 6 قدم 2 بوصة (1.9 م).

## روابط خارجية
- ماريو كوريا على موقع الاتحاد الدولي لكرة السلة (الإنجليزية)
- ماريو كوريا على موقع كرة السلة الأوروبية.كوم (الإنجليزية)
- ماريو كوريا على موقع ريلجم (الإنجليزية)